# Heteroradulum
Heteroradulum Lloyd ex Spirin & Malysheva – rodzaj grzybów z rzędu uszakowców (Auriculariales).

## Systematyka i nazewnictwo
Pozycja w klasyfikacji według Index Fungorum: Auriculariaceae, Auriculariales, Auriculariomycetidae, Agaricomycetes, Agaricomycotina, Basidiomycota, Fungi.

## Gatunki
- Heteroradulum adnatum Spirin & Malysheva 2017
- Heteroradulum brasiliense (Bodman) Spirin & Malysheva 2017
- Heteroradulum deglubens (Berk. & Broome) Spirin & Malysheva 2017 – tzw. skórkotrzęsak ciernisty
- Heteroradulum kmetii (Bres.) Spirin & Malysheva 2017
- Heteroradulum lividofuscum (Pat.) Spirin & Malysheva 2017
- Heteroradulum semis Spirin & Malysheva 2017
- Heteroradulum spinulosum (Berk. & M.A. Curtis) Spirin & Malysheva 2017

Nazwy naukowe na podstawie Index Fungorum. Nazwa polska według W. Wojewody.